# Kovács István (történész)
Nagyajtai Kovács István (Nagyajta, 1799. május 3. – Kolozsvár, 1872. január 14.) történész, jogász, a Magyar Tudományos Akadémia levelező tagja. Az Erdélyi Fejedelemség és a székelység múltjára vonatkozó források részletes, rendszeres és forráskritikai szempontokat érvényesítő feltárása, illetve közreadása terén úttörő munkásságot fejtett ki.

## Életútja
Unitárius székely határőrcsaládban született. A nagyajtai unitárius iskola elvégzése után a székelykeresztúri unitárius gimnáziumban és a brassói katonanevelő intézetben töltötte iskolaéveit. Ezt követően 1817-től előbb a kolozsvári unitárius kollégiumban tanult, majd 1821-től a város piarista líceumában hallgatott jogot. Tanulmányai befejeztével, 1823-ban az erdélyi főkormányszék tisztviselője lett, először tiszteletbeli írnoki, majd 1842-től lajstromozói beosztásban. A magyar államnyelvvé tételét követően, 1847-től részt vett a főkormányszéki hivatalos levelezést szabályozó bizottságban. 1849-ben Szemere Bertalan belügy-minisztériumi osztálytanácsosnak kérte fel, de Kovács elhárította a kinevezést. 1849 júliusa és augusztusa között a Kolozsváron működő országos főtörvényszék bírája volt. 1850 után is büntető-törvényszéki bíróként működött, 1852-től pedig a Besztercei kerület törvényszéki tanácsosa, 1857-től úrbéri törvényszéki tanácsosa, 1861-től táblai ülnök, 1862-től közügyi igazgató, 1863-tól az erdélyi ítélőtábla első osztályú valóságos ülnöke volt. 1865-től 1867-es nyugdíjba vonulásáig az Erdély legfőbb törvényszéki tanácsosa címet viselte.

## Munkássága
Jogászi pályafutása mellett fiatalkorától foglalkozott Erdély és a székelyek újkori, főként 16–17. századi múltjával, valamint az erdélyi nemzetiségek (magyarok, székelyek, románok, szászok, besenyők stb.) közép- és újkori népesedéstörténetével. Kiterjedt könyvtári és levéltári kutatásokat végzett, amelyek során az előző korok történeti irodalmának feltérképezése mellett több oklevelet, kéziratos krónikát, annalest, levelezést és naplót gyűjtött össze. Elméleti munkássága szintén jelentős, a tetszetős, délibábos elméletek korában több közleményében rámutatott a történettudományi forráskritika jelentőségére.
Történeti cikkei a közreműködésével szerkesztett Nemzeti Társalkodó és Erdélyi Híradó folyóiratokban jelentek meg, emellett elkészítette az 1810–1811. évi kolozsvári országgyűlés jegyzőkönyveinek mutatóját (1833), s Kemény Józseffel együtt szemelvényes kiadványokban adott közre több általa fellelt történeti forrást (1837–1845).
Az 1850-es évek elején sokat tett az erdélyi levéltárügy fejlesztéséért, irányítása alatt mérték fel és rendezték az erdélyi vármegyei és városi levéltárak törvénykezési anyagát. Síkra szállt Kolozsvár történeti műemlékeinek, épületeinek védelme érdekében, s a végül 1856-ban megalapított Erdélyi Múzeum ügyének kezdeményezői és pártolói közé tartozott. Könyvtára, ősnyomtatvány- és kéziratgyűjteménye, levelezése halála után a kolozsvári unitárius kollégium tulajdonába került.

## Társasági tagságai és elismerései
1845-ben a Magyar Tudós Társaság levelező tagjává választották, 1867-től a Magyar Történelmi Társulat alapító tagja volt.

## Főbb művei
- Mutató táblája az erdélyi nagy fejedelemség 1810 és 1811 esztendőben Kolozsvárott tartatott országos gyűlése jegyzőkönyvének. Kolozsvár: (kiadó nélkül). 1833.
- Erdélyország’ történetei’ tára: Egykoru ’s magyar nyelven készített történetiratok-, levelek-, országgyűlési végzések- és törvényczikkelyekből. Kolozsvár: Barra. 1837–1845.   (Kemény Józseffel)
- Az erdélyi magyar Nemzeti Museum ügyében. Kolozsvár: (kiadó nélkül). 1842.
- A székely nemek és ágak lajstroma Marosszékben 1545–48-ig. Kolozsvár: (kiadó nélkül). 1855.
- A régi történetírásunk Erdélynek Magyarországhoz való kapcsoltatása korszakára nézve.  A Magyar Tudós Társaság Évkönyvei,   (1860)

## További irodalom
- Szilágyi Sándor: Emlékbeszéd nagyajtai Kovács István fölött. Budapest: Magyar Tudományos Akadémia. 1876.   REAL-EOD
- Márkos Albert: Nagyajtai Kovács István. In  Emlékkönyv az Erdélyi Múzeum Egyesület félszázados ünnepére (1859–1909). Szerk. Erdélyi Pál. Kolozsvár: Erdélyi Múzeum Egyesület. 1926.  arch Hozzáférés: 2009. november 19.
- Egyed Ákos:  Nagyajtai Kovács István és az erdélyi magyar tudományos történetírás kibontakozása.  Erdélyi Múzeum,  1–2. sz. (1993)   41–50. o.